# De Beerenclaauw
De Beerenclaauw ook Baerenklauw, Beerenclauw of Berenklau, is een voormalige niet als dusdanig erkende havezate aan de Beerenclaauwstraat in het Liemerse dorp Groessen in de Nederlandse provincie Gelderland.
Het huis is een rijksmonument en behoort tot de oudste gebouwen van het dorp. Het is een rechthoekig wit gepleisterd huis met een zadeldak en ligt iets verhoogd in het landschap. Het heeft aan de lange westzijde een vierkante uitbouw. De kelders en mogelijk delen van het opgaande werk stammen uit de late middeleeuwen. Oorspronkelijk lag er een forse gracht om het huis, die een rechthoek vormde van 40 bij 80 meter. Het lag te midden van graslanden. Het heeft waarschijnlijk nooit een parkaanleg gehad. In 1772 was het 44 hectare groot, in 1840 iets minder dan 33 hectare.
Over de geschiedenis van het gebouw is niet veel bekend. Ook is niet te achterhalen hoe het er oorspronkelijk heeft uitgezien. De Beerenclaauw moet gelet op de ligging, omgrachting en vermelding op historische kaarten, een meer dan lokale betekenis hebben gehad. Vermoed wordt dat de Beerenclaauw in de eerste grote middeleeuwse ontginningsperiode tussen 1150 en 1300 moet zijn ontstaan. Hoogstwaarschijnlijk was het een van de 26 niet met name genoemde adellijke hoven uit de Liemerse Dijkbrief van 1326. Het bestaan van de Beerenclaauw wordt voor het eerst vermeld in de grondtransactie uit 1391. Het is door de eeuwen heen bewoond door verschillende (adellijke) families.

## Naamgeving
De betekenis van de naam Beerenclaauw is niet volledig vast te stellen, maar vermoed wordt dat de oude schrijfwijze 'Berenklau' afgeleid is van het Germaans: birka-lauha, dat vrij vertaald birka- "berkenboom" + lauha- "bosje op hoge zandgrond" betekent. 

Volgens de Duitse naamkundige Reinhard E. Fischer is het dorp Bärenklau (1350 Berenklawe) in de gemeente Oberkrämer, ten westen van Oranienburg in de Duitse deelstaat Brandenburg, vernoemd naar de Beerenclaauw (1391 de Berenclau).

## Geschiedenis
Vanaf de vijftiende eeuw kan met zekerheid vastgesteld worden dat het goed eigendom was van het zeer uitgebreide Liemerse ridderlijke geslacht (von) Cloeck, die het tot ver in de 18de eeuw bewoonde. Zij traden niet veel op de voorgrond, mede hierdoor is er relatief weinig bekend over de familie en de Beerenclaauw.
De lange stamlijn van de Cloeck’s op de Beerenclaauw start met Diederick Cloeck. Hij wordt beleend met het goed "Die Aldemaet" te Groessen, een leengoed van Bahr dat tot de vicarie van ‘Sanct Nycolais’ behoorde en acht en een halve morgen groot was. Omdat Diederick geen nageslacht naliet, vererfde het goed op zijn neef Godert Cloeck die hier in 1386 mee beleend wordt. Hij trouwde met Aleid Spaen, een dochter van Willem van Spaensweert bij Steenderen. In 1393 kwam Godert ook in het bezit van het leengoed "Dat Lo" in Duiven en zijn echtgenote wordt in 1400 met Spaensweert beleend.
Bij de volgende generatie worden de goederen verdeeld, zo krijgt Riquin Cloeck, die gehuwd is met Menta van Roderlo - van Camphuysen, in 1415 Spaensweert en zijn broer Johan Cloeck wordt met "Dat Lo" beleend. Omdat Johan in 1440 kinderloos overlijdt krijgt Ryquin dat genoemde leengoed er ook bij. Het goed "Die Aldemaet" gaat in 1460 naar Heynrick Kaick en in 1547 naar pastoor Jacob Vallick en daarna vinden wij dit leen niet meer terug.
De lijn van de Cloeck’s op de Beerenclaauw wordt in de zestiende eeuw voortgezet met Ryquin Cloeck, gehuwd met Vithe van Dam. Riquin is schepen van Sevenaer en ook is hij in 1554 richter in de Liemers. Het echtpaar kreeg zes kinderen, van wie de zoon Frederik op de Beerenclaauw blijft. Dan volgt Assuerus Cloeck, die twee keer trouwde, de eerste keer met Adriana van Heeckeren, daarna met Helena van der Hoeven. Uit het eerste huwelijk werd een zoon en een dochter geboren. De zoon Frederick volgde zijn vader op de Beerenclaauw op en hij trad in het huwelijk met Elisabeth van der Hoeven, dochter van Johan en Eva van Dam. Frederick en Elisabeth kregen 5 kinderen, van wie Hendrik, de tweede zoon, op het oudershuis blijft wonen. Hij trouwde op 18 november 1677 met Anna Geertruid van Hertefeldt van de Magerhorst, dochter van Christiaan Maurits Wilhelm en Anna Elisabeth van Keppel. Van hen vererfde de Beerenclaauw in 1694 op Arnold Hendrik Cloeck, gehuwd met Clara Geertruida Heckingh en vervolgens in 1730 na het overlijden van Arnold Hendrik op zijn weduwe en hun zes, toen nog in leven zijnde kinderen. De gebroeders Frederik Johan (gehuwd met Albertina Drews) en Andries Hendrik Cloeck namen in 1738 een hypotheek van 2425 Kleefse daalders op om met hun moeder en hun zusters de boel te kunnen verdelen. Na ten minste twaalf generaties namen beide broers Cloeck het besluit om de Beerenclaauw te verkopen en vertrokken zij naar Groningen.
Zo worden in 1752 de Kleefse ‘Zollbeseher’ von Leeuwen en von Elsbruch (diens echtgenote was een von Leeuwen) eigenaar, die het mogelijk op speculatie hebben gekocht.
Twintig jaar later, in 1772, verkopen zij het goed met circa 44 hectare grond aan Antonius Cornelius Simon Xaverius van Hugenpoth tot Aerdt, gehuwd met Henrietta Hermina van Hövell, die de stamvader werd van de tak Van Hugenpoth tot den Beerenclaauw. De overdracht is niet van een leien dakje gegaan. Na diverse processen werd in 1781 beslist dat de Van Hugenpoth's zich eigenaar mochten noemen. De enige rechten die aan het goed verbonden waren zijn de Kloecke of Groesche tiend en een jachtgerechtigheid in de Liemers. Hij betaalde er 21.100 gulden voor, een klein bedrag, omdat de bijbehorende gronden niet erg uitgestrekt waren. Teneinde zijn financiële toestand te verbeteren, vertrok hij in 1776 zonder zijn gezin naar de Oost, waar hij overleed. Na vele processen werd uiteindelijk in 1781 bepaald, dat de eigenaren van het goed zijn weduwe en zijn vier kinderen, Walrave, Antonetta, Johanna en Johan Baldewijn waren.
Jan Baldewijn van Hugenpoth tot den Berenclaauw verkocht de Beerenclaauw in 1820 aan Frederik Johann Tendering, echtgenoot van Louise Auguste Maurenbrecher. Tendering overleed in 1877 en nog datzelfde jaar verkochten zijn erfgenamen het goed aan Christina Josepha Theodora Maria Hoevel, douairière van Jhr. Mr. Carel Everardus Josephus Franciscus van Nispen tot Pannerden, die ook het kasteel Zwanenburg bij Gendringen bezat. Zij was gefortuneerd en de Zutphensche Courant van 29 oktober 1877 weet te vertellen: 'het goed is in publieke veiling door mevrouw de douairière van Nispen tot Pannerden aangekocht voor de som van nagenoeg eene ton gouds’, een flink bedrag voor die tijd. Zij kocht het goed uitsluitend voor belegging en verhuurde het als pachtboerderij. Haar zoon Otto werd twee jaar later eigenaar.
Op 18, 19 en 20 augustus 1885 werd de Beerenclaauw, geteisterd door brandstichting, eerst in de schuur, de andere dagen in de woonvertrekken zelf. De schade door deze brand was niet groot, maar de Beerenclaauw zag er destijds oud en vervallen uit. Dit is af te leiden uit een verslag van de Duivense burgemeester aan de officier van justitie te Arnhem.
In 1897 was het in zodanige slechte staat geraakt dat de verdieping werd afgebroken en het restant verbouwt tot boerderij. Een jaar daarop stortte de achtergevel in de gracht, waardoor werd besloten het tot op de kelders na af te breken en er het huidige bescheidenere huis voor terug te bouwen. De historische trap met Lodewijk XVI-stijlelementen uit het oude huis werd aangebracht in het torentje, dat nu nog herinnert aan haar adellijke verleden. De gracht om het huis werd in 1963 gedempt met grond die vrij kwam bij de bouw van het nabijgelegen voormalige Unilever-laboratorium.
In 1978 kocht de familie van Bethraij het huis van de familie van Nispen tot Pannerden, zij bewoonden het huis al vanaf 1894 als pachters.
Aalst · Aardenburg · Acquoy · Aerdt · Agistaldaburg · Ahof · Aldenhaag · Aller · Ambe · Ammersoyen · Ampsen · Andelst · Angeroyen · Appelburg · Appelse walburg · Appeltern · Arler · Baak · Babberich · Baer · Baerle · Bakerbosch · Balgoij · Barlham · Batenburg · Beek · Beerenclaauw · Bemmel · Bevervoorde · Bergh · Biljoen · Bingerden · Blankenborg (Laren) · Blankenborg · Blauwe Huis · Blokhuis (Ravenswaaij) · Boelenham · Boetselaersborg · Borculo · Boswaai · Brakel · Den Brakel · Den Bramel · Bredevoort · Broekhuizen · Bronkhorst · Bruchem · Bruinhorst · Brunsberg · Bulkestein · Bunswaard · Burcht van Tiel · Buren · De Buurse · Byland · Byvanck · Caetshage · Camphuysen · De Cannenburch · de Cloese · Coldenhove · Culemborg · Dedinckweerd · Delwijnen · Didam · Diepenbroek · Hof te Dieren · Huis Dijck · Dikke Tinne · Doddendaal · Dodewaard · Doornenburg · Doornik · Doorwerth · Dooyenburg · Dorth · Doseburg · Drakenburg · Dreumel · Druten · Duivelshuis · Eerbeek · De Ehze · Elburg · Eldrik · Emmerik · Engelenburg · Groot Engelenburg · Engelrode · Enghuizen · Enspijk · De Essenburgh · Essenpas · Est · Fokkinck · Gameren · Geerestein · Geldermalsen · De Gelderse Toren · Geldersweerd · Gellicum · Gendt · Gennepestein · Glindhorst · Goudenstein · ‘s-Grevenhoef · Groot Hell · Groenlo · Groesbeek · Huis te Groesbeek · Grunsfoort · Gulden Spijker · Hackfort · Hackforts Veenhuis · Hagen · Hagevoort · Hamerden · Hanepol · Harreveld · Harslo · Hassink · Het Haveke · Hedel · Heeckeren · De Heegh · Hees · De Heest · Hellouw · Hemmen · Hernen · Motte van Hernen · Heumen · Heusden · Hoekelum · Hoekenburg · De Hoeve · De Hof · Hof d'Ooy · Hof van Arkel · Huis het Holt · Holthuis · Het Holtslag · Ter Horst · Houberg · St. Hubertus · Huissen · Hulhuizen · Hulkestein · Hulsen · Hunneschans bij De Duno · Hunneschans bij Uddel · Jonker Bloo · 't Joppe · De Kamp · Karssenberg · Kemnade · Keppel · Kermestein · Kernhem · Kervel · Kiefskamp · De Kinkelenburg · Klein Enghuizen · Kleverburg · Kortenhoeve · Laag Helbergen · Lakenburg · Landfort · Langen · Latenstein · De Lathmer · Lathum · Ter Lede · Leegpoel · Leemcuyl · Leeuwen · Leeuwenbergh · Lensenburg · Lent · Leur · Leuvenum · Leyenburg · Lichtenvoorde · Lievenstein · Loenen · Loevestein · Loil · Loowaard · Luynhorst · Hof te Maasbommel · Magerhorst · Malburgen · Malderburcht · Malsen · Manhorst · Marhulsen · De Marsch · Marveld · Mathena · Maurik · Medel · Medestein · 't Medler · Meinerswijk · De Mellard · Mensink · Mergelp · Meteren · 't Meyerink · Middachten · Millingen · Mussenberg · Nagelhorst · Nederhagen · Nederhemert · Neerijnen · Huis Neerijnen · De Nesch · Nettelhorst · Nieuwe Blokhuis ·  Nijburg · Nijenbeek · Old Putten · Notenstein · Nye Huis · Olde Spijker · Oldenaller · Oldenhof (Driel) · Oldenhof (Heteren) · De Ooij · Oolde · Oud Oolde · Oosterhout · Ophemert · Opijnen · Oud Ampsen · Oude Blokhuis · Het Oude Loo · Oude Voorst · Oudenborch · Oud-Wisch · Huis te Overasselt · Overeng · Overhagen · Overlaar · 't Oye · Palmestein · De Parck · Persingen · Plekenpol · Ploen · Pluimenburg · Poederoijen · Poelwijck · Poelwijk · De Pol (Dreumel) · Huis de Poll (Huis te Gietelo) · De Poll (Huissen) · Pollenbering · Pollenstein · Puttenstein · Het Raasink · Ravenhorst · De Rees · Ressen · Reuversweerd · Reygersfoort · Rhijnestein · Huis Rijswijk · Rode Toren · Roode Wald · Rosande · Rosendael · Rossum · Rumpt · Ruurlo · Rijsselt · Schadewijk · Schaffelaar · Scherpenzeel · Schoonbroek · Schoonderbeek · Schoonenburg · Schuilenburg · Schuilkerke · Hof te Seelbeek · Sevenaer I · Sevenaer II · Sinderen (Oude IJsselstreek) · Sinderen (Voorst) · Slangenburg · Sleeburg · Slimsijp · De Snor · Soelen · Spaansweerd · Spaldorp · Spijk · Staverden · Sterkenburg · Swanepol · Tarthorst · Teisterbant (Kerk-Avezaath) · Teisterbant (Kerkdriel) · Ter Dicke · Tolhuis · Tolhuis (Tiel) · Tollenburg · Tongerlo · Toren van Wely · Tuil · Ubbergen · Uilenburg (Ewijk) · Uilenburg (Heteren) · Ulenpas · Ulft · Upladen · Valburg · Valkhofburcht · Valkhofpalts · Vanenburg · Varik · Hof te Varsseveld · 't Velde · Velhorst · Verwolde · Vierakker · De Voorst · Voorstonden · Vorden · Vosbergen · Vredenburg · Vredestein (Driel) · Vredestein (Ravenswaaij) · Vuren · Waardenburg · Waddestein · Wadenoijen · Waede · Wageningen · Walfort · 't Waliën · De Wardt · Watergoor · Watermeerwijk · Wayenstein (Huis te Herwijnen) · Well (Huis van Malsen) · Weijenrade · Westenburg · Westerholt · Weurt · De Wiersse · Wijenburg (Echteld) · De Wildenborch · De Wildt · Wilp · Wilperhorst · Winssen · Wisch · Wychen · Wolfswaard · Woolbeek · Yrst · IJzendoorn · Zeeland · Zilveren Spijker · Zuilichem · Zwaluwenburg · Zwanenburg (Heerde) · Zwanenburg (Megchelen)